# Yellow-Tail
有限公司Yellow-Tail（日语：有限会社イエローテイル）是一家位於日本東京都練馬區的聲優經紀公司。1999年11月1日，由關係企業Rock'n' Banana的事業部門所屬職員從內部獨立。代表董事是澤田和美（與演員澤田和美是同姓同名不同人）。
2005年6月9日法人化，改成現在的公司正式名稱。
2019年11月1日，與Rock'n' Banana締結業務提携，現在是株式會社EISYS的旗下子公司。

## 所屬聲優

### 男性
- 石川弘則（日语：石川弘則）
- 古河徹人（日语：古河徹人）
- 小林範雄（日语：小林範雄）
- 櫻木章人（日语：桜木章人）

### 女性
| 行 - 小林真紀 行 - 佐藤美佳子 - 澤宮菜穗 - 神保巴 | 行 - 高城美津 - 橘志穗 - 富山朱莉 行 - 中田順子 - 西野由美子 | 行 - 幡宮香乃子 行 - 瑞澤溪 |

### Jr.

#### 男性
- 高石唯
- 西田翔一（日语：西田翔一）

#### 女性
- 安藤知花
- 真田朱音（日语：眞田朱音）
- 瀨戶千晴
- 外海帆風
- 松山紗香（舊藝名：松本理美）

### 準所屬

#### 男性
- 菅原健利
- 高野真也
- 仲島大輔
- 中村遼
- 東裕介

#### 女性
- 鶴千惠
- 七瀨結香
- 二瓶由佳子

### 預留
- 片岡一郎（日语：片岡一郎）
- 宮澤結花（日语：宮澤結花）
- 吉田千真

## 過往所屬主要聲優（包含業務提攜）

### 男性
- 荒川太朗（日语：荒川太朗）（成為自由身之後不久死去）
- 尾崎淳（日语：尾崎淳）（自由職業）
- 片桐勇介（日语：片桐勇介）
- 酒井相一郎（日语：酒井相一郎）
- 坂野茂（日语：坂野茂）
- 澤口友哉（日语：沢口友哉）（自由職業）
- 中村圭佑（日语：中村圭佑）（自由職業）
- 根津貴行（日语：根津貴行）（現所屬：al-share（日语：アル・シェア））
- 增田雄市（日语：増田雄市）（自由職業）
- 宮稅（自由身）
- 矢薙直樹（現所屬：FreeMarch（日语：フリーマーチ）代表）

### 女性
- 朝樹里沙（自由職業）
- （現所屬：NEVERLAND ARTS（日语：ネヴァーランド・アーツ））
- 飯野優（日语：飯野ユウ）（引退）
- （現所屬：i-Link）
- 加藤惠（日语：加藤恵）
- 桑島三幸（日语：桑島三幸）（現所屬：CINEMACT）
- 江上梨乃
- 倖月美和（日语：倖月美和）（現所屬：81 Produce）
- 近藤祐記（日语：近藤祐記）
- 佐藤留美（日语：佐藤るみ）
- 鈴木晴子（日语：鈴木はるこ）
- 高橋香菜（日语：高橋かな）
- 高橋奈津江（自由職業）
- 田崎由美子（日语：田崎由美子）
- 田中茉理花（日语：田中茉理花）（自由職業）
- 中瀨日向（日语：なかせひな）（現所屬：Honey Rush）
- 中村惠子
- 永見遙香（日语：永見はるか）（引退）
- 拝師美穗（日语：拝師みほ）
- 日高未涼（日语：日高未涼）（自由職業）
- 平山緣（日语：平山ゆかり）（自由職業）
- 水口茉莉（日语：水口まつり）（自由職業）
- 雪野梨沙（日语：雪野梨沙）
- 吉川華生（日语：吉川華生）（自由職業）
- 和田佳代（日语：和田カヨ）（引退）

## 外部連結
- 有限公司Yellow-Tail公式官網 （页面存档备份，存于） （日語）